# Arachne
Arachne (z řeckého slova Αράχνη, které znamená „pavouk“) je celoobrazovková internetová aplikace obsahující grafický webový prohlížeč, poštovní klient a dialer. Je určen pro běh v prostředí DOSových operačních systémů, ale existují i rané verze pro Linux. Arachne byl původně napsán Michaelem Polákem (pod hlavičkou xChaos software, později přejmenované na Arachne Labs) v jazyce C a kompilován s použitím překladače Borland C++ 3.1 a později uvolněn pod GPL jako Arachne GPL. 
Arachne je v současnosti nejlepším grafickým prohlížečem WWW pro DOS, jelikož podporuje mnoho souborových formátů, protokolů a standardů. Je také schopen zobrazení CGA 320×200 ve dvou barvách a VESA 1024×768 v módu high color. Arachne je určen pro staré počítače, které nemají instalováno žádné grafické uživatelské rozhraní (GUI).
Arachne podporuje zobrazování obrázků typů JPEG, PNG, BMP a animovaný GIF. Zvládá podmnožinu HTML 4.0 a CSS 1.0, včetně plné podpory pro tabulky a rámce. FTP, POP3, a SMTP jsou jen některé protokoly, s kterými umí Arachne pracovat. Balík Arachne obsahuje nástroje pro TCP/IP připojení přes modem a Ethernet. Arachne dosud nemá podporu pro JavaScript a SSL.
Arachne může být rozšířen použitím pluginů. Jako plugin může být použit jakýkoliv program nebo skript (bat, exe, com).
Poslední oficiální verze od Arachne Labs byla 1.70R3 pro DOS a 1.66 beta pro Linux. Avšak GPL verze pro DOS je stále vyvíjena, její poslední stabilní verze 1.90;J1 byla uvolněna 14. srpna 2006. 24. května 2008 po 8 letech setrvávání na verzi 1.66b byla vydána verze 1.93 i pro Linux.